# Alexandr Chalifman
Alexandr Valerjevič Chalifman (* 18. ledna 1966) je ruský šachový velmistr a mistr světa FIDE v letech 1999–2000. K říjnu 2015 má 2618 FIDE Elo.

## Mistr světa FIDE
V roce 1999 se zúčastnil v Las Vegas vyřazovacího turnaje o mistra světa FIDE, kde dosáhl historického úspěchu. Ve druhém kole vyřadil Gatu Kamského 2,5-1,5. Ve čtvrtém kole porazil Borise Gelfanda 2,5-1,5. Ve čtvrtfinále přešel přes Juditu Polgárovou 1,5-0,5. V semifinále porazil Liviu-Dietera Nisipeana 3,5-2,5.
Ve finále se utkal s Vladimírem Akopjanem. V tomto zápase zvítězil 3,5-2,5 a stal se tak mistrem světa FIDE.

## Další zápasy o Mistra světa
V roce 2000 se zúčastnil vyřazovacího turnaje o mistra světa FIDE v Dillí. Ve čtvrtém kole se mu podařilo porazit Petera Léka 4,5-3,5. Ve čtvrtfinále ale prohrál 2,5-3,5 s budoucím vítězem turnaje Viswanathanen Anandem.

## Různé
Alexandr Chalifman vede se svým trenérem Gennadijem Nesisem v Petrohradu šachovou školu. Je také autorem řady šachových knih.
V březnu 2022, po zahájení ruské invaze na Ukrajinu, podepsal stejně jako dalších více než 40 předních ruských šachistů otevřený dopis ruskému prezidentovi Vladimiru Putinovi. Podepsaní šachisté ho v něm žádají o okamžité příměří a mírové řešení diplomatickou cestou. Situaci označili za „katastrofu“ a vyjádřili solidaritu s Ukrajinci.

## Výpis největších úspěchů
- 2002: vítězství olympiády v týmu Ruska
- 2000: vítězství olympiády v týmu Ruska
- 2000: mistr světa FIDE v Las Vegas
- 1998: 1. Bad Wiessee
- 1997: 1. Aarhus
- 1997: 1. Petrohrad velmistrovský turnaj
- 1996: 1. šampion Ruska
- 1995: 1. Petrohrad (open)
- 1993: 1. Ter Apel
- 1992: vítězství olympiády v týmu Ruska
- 1990: 1. Groningen
- 1990: titul mezinárodního velmistra
- 1986: mistr Evropy juniorů